# Amalgaid mac Éndai
Amalgaid mac Éndai (mort vers 601) était un roi de Munster (en irlandais : Muman), l'un des cinq royaumes d'Irlande. Il appartenait à la famille des Eóganacht Áine, une branche du clan des Eóganachta descendant d'Ailill mac Nad Froích, le frère d'Óengus mac Nad Froích (mort en 489), premier roi chrétien de Muman. Il fut avec son frère, Garbán mac Éndai, le premier roi de cette branche. 

## Biographie
Il était fils d'Éndae, un petit-fils d'Ailill mac Nad Froích. 
La chronologie des rois de Muman est confuse sur cette époque. Les Annales de Tigernach le mentionnent comme roi en 596, avec son frère Garbán, et placent la date de sa mort en 601. Il est également présent avec Garbán dans le Livre de Leinster : 
Fergus iar Crimthand rocloss
& Garban iar Fergos.
Amalgaid iar nGarban garg.
Aed iar nAmalgaid imard;
Coirpre iar nAed no indled gail
Fingen iar Corpriu Chasil.
Plusieurs sources en faveur de la branche des Eóganacht Glendamnach, comme les Laud Synchronisms ou le conte Senchas Fagbála Caisil (l'Histoire de la découverte de Cashel), ne le mentionnent pas. Toutefois, on le trouve, mais seul cette fois, dans un poème attribué à Luccreth moccu Chíara (pourtant favorable à cette même branche des Glendamnach). 
Fíngen mac Áedo Duib lui succéda en 601. 
Son fils Cúán mac Amalgado (mort vers 641) fut également un roi de Muman, tout comme trois de ses descendants au VIIIe siècle et au début du IXe siècle. 